# Naranja Persa Tour
Naranja Persa Tour es la tercera gira musical que realizó la banda de rock argentino Ciro y los Persas. Comenzó el 21 de septiembre de 2016 y finalizó el 15 de diciembre de 2018. Se desarrolló para presentar su tercer disco Naranja persa, que es el primero doble. La gira comenzó en General Alvear, y siguió luego por otros puntos del país: San Salvador de Jujuy, un show sorpresa en Capital Federal, Tandil, Puerto Madryn, Comodoro Rivadavia y Neuquén. Es la segunda gira con Nicolás Raffetta como tecladista de la banda tras la salida de Diego Mano, quien tocó en la banda en los años anteriores. Luego continuaron en Bahía Blanca y Córdoba, hasta tocar por primera vez en el estadio de Vélez, ante más de 42 mil personas y luego tocaron en el Teatro Vorterix y en el estadio Luna Park. Durante 2017 siguieron dando conciertos por todo el país y volvieron a llenar otra vez el mítico escenario de Capital Federal, y siguieron participando en festivales, como harían al año siguiente. Luego lanzaron la segunda parte de este disco, que fue presentado en una gira por todo el país y también en el extranjero. La gira llegó por fin a su momento cumbre, con un concierto en el estadio de River ante más de 55 mil personas. Tras dar por finalizada esta gira, la banda se encamina luego en un tour por los 10 años de su creación.

## Videoclip, primeros shows, lanzamiento del disco, show sorpresa y gira

### 2016

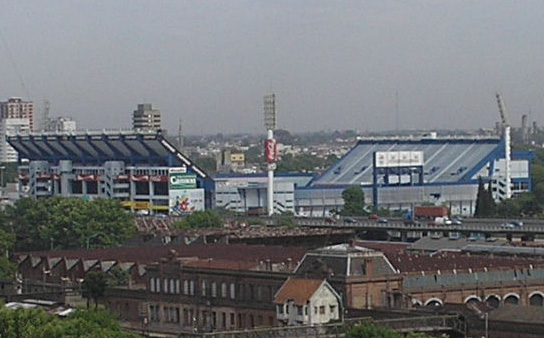
Estadio José Amalfitani, lugar donde se dio la presentación oficial del disco Naranja persa el 19 de noviembre de 2016, ante más de 42.000 personas

El 19 de septiembre sale su primer videoclip, que se llama «Similar», en el cual Ciro aparece todo rodeado de naranjas, vestido con un traje negro y un bombín. El séptimo tema de este disco está basado en el deseo de irse a vivir muy lejos sola. Se titula Hoy te vas. El 21 de septiembre, en el comienzo de la primavera, la banda toca por primera vez en Alvear, anticipando temas de su nuevo disco. El recital tuvo lugar en el estadio Andes Football Club. El 23 de septiembre, la banda regresó a San Salvador de Jujuy, pero esta vez este nuevo concierto se desarrolló en el estadio de Gimnasia de Jujuy. El 27 de septiembre sale la primera parte del nuevo disco de Ciro, tras 4 años de espera. Se titula Naranja persa, y consta de 10 canciones, 8 suyas más un cóver de Willie Dixon, que luego grabarían los ingleses de The Rolling Stones y luego Pappo Napolitano y también Los Piojos en su segundo disco en vivo. Este cóver se titula «Little Red Rooster». Su nuevo corte es «Similar», y contiene videoclip, como dijimos antes. Este disco es el sucesor de 27, y fue grabado en vivo en los Estudios Monsterland. Uno de estos temas nuevos fue estrenado el 12 de diciembre de 2015 en el estadio Luna Park, en la despedida del segundo disco, y se llama «Juira!», como dijimos antes. Cabe destacar también que la versión nueva de «Similar» es una remake de la versión del año 2010. Este disco es el primero con Nicolás Raffetta en los teclados tras la salida de Diego Mano, y el segundo con Rodrigo Pérez en la guitarra. Contiene también una Suite, que mezcla fragmentos de los 8 primeros temas de este nuevo disco, aunque sin la voz de Ciro, titulada «Multifruta». El 6 de octubre se realiza un recital matutino en Diagonal Norte y Florida, lo que fue la presentación sorpresa de su nuevo disco Naranja persa. Se transmitió en vivo desde YouTube. El 14 de octubre la banda regresó a Tandil tras tres años. El nuevo recital se desarrolló otra vez en el Anfiteatro Martin Fierro de Tandil, en donde dio comienzo oficialmente su nueva gira, que lleva por nombre Naranja Persa Tour. Se realizó bajo una terrible lluvia que azotaba el lugar. Justo tocaban Los Auténticos Decadentes en el Teatro Gran Rivadavia en el marco de su gira por los 30 años. El 16 de octubre regresaron otra vez a Puerto Madryn, y el recital tuvo lugar en el Nuevo Palacio Aurinegro. El 18 de octubre, a 2 años de su show en el estadio de Ferro, la banda regresó otra vez a Comodoro Rivadavia. El recital tuvo lugar en el Predio Ferial. El 22 de octubre Ciro regresa otra vez con su banda al estadio Ruca Che de Neuquén. No tocaban en ese estadio desde el 22/06/2013 en el marco de la gira de presentaciones de su segundo disco, es decir el antecesor de Naranja persa. Oficialmente no tocaban en Neuquén desde el 5 de noviembre de 2015. El 24 de octubre, la banda regresó a Bahía Blanca. El recital tuvo lugar en el Club Estudiantes donde lo hizo La Vela Puerca el 5 de diciembre de 2015. No tocaban en Bahía Blanca desde el 12 y 13 de junio de 2013 en el marco de la gira de su segundo disco. El 5 de noviembre la banda regresó al Orfeo Superdomo de Córdoba, esta vez presentando los temas del nuevo disco. La primera parte de la gira se cerró con un show en el Estadio de Vélez de Buenos Aires el día 19 de noviembre. Esto significó la presentación oficial de este disco en Buenos Aires a estadio lleno. Justo estaba tocando Malón en el Teatro Greison, La Vela Puerca en Montevideo festejando sus 20 años y Carajo en el Luna Park. Esta fue la primera experiencia de Andrés Ciro Martínez como solista en Vélez, aunque no lo hizo desde hacía 12 años atrás, es decir en mayo de 2004 cuando presentó con Los Piojos su disco Máquina de sangre. El 14 de diciembre se realiza otro show sorpresa, pero esta vez en el Teatro Vorterix de Buenos Aires. El recital sucedió luego de haber realizado el concierto en el Estadio de Vélez el 19 de noviembre en el marco de la presentación oficial en Buenos Aires de Naranja persa. El 16 de diciembre sale «Luz», el segundo videoclip de este disco, que muestra filmaciones del concierto del 19 de noviembre en el Estadio de Vélez. El 17 y 18 de diciembre, la banda despide el año con dos conciertos en el estadio Luna Park. Se cierra oficialmente la primera tanda de esta gira. En ese mismo año, Andrés Ciro Martínez puso su voz en uno de los temas del segundo álbum de La Que Faltaba, titulado Los mares de la Luna. El tema elegido para que Andrés Ciro Martínez ponga su voz se llama Ella, tercer tema de este segundo trabajo de la banda liderada hasta la fecha por el hasta entonces bajista de Los Piojos, Miguel Ángel "Micky" Rodríguez.

### 2017
El 1 de enero, Andrés Ciro Martínez se corona como ganador en la encuesta del programa La Viola, ya que su disco Naranja persa se convierte en uno de los mejores discos nacionales del año 2016. El 5 de enero se confirma que el nuevo disco se encuentra ubicado entre los 25 mejores discos de 2016 según la revista Rolling Stone. Está situado en la octava posición. El 9 de enero, Ciro y los Persas fueron catalogados como la mejor banda nacional según una encuesta de Real Time Rating. El 20 de enero se abrió la segunda parte de la gira de presentaciones de este nuevo disco, en un concierto que tuvo lugar en el Patinódromo Municipal de Mar del Plata. El show se pospuso dos veces, porque estaba previsto para el 21 de enero en el estadio Polideportivo Islas Malvinas, pero se suspendió por un partido entre Boca Juniors y Estudiantes en el estadio José María Minella, y se pasó para el 20 de enero en el mismo lugar. Sin embargo, el concierto sufrió un cambio de lugar, ya que el Polideportivo no pudo utilizarse debido a una normativa municipal y se debió jugar un partido de la Liga Nacional de Básquet. El 3 de febrero participaron de una nueva edición de la Fiesta Nacional de la Manzana en General Roca junto a León Gieco. Se desarrolló en el predio homónimo. El 23 de febrero participaron de una nueva edición de la Fiesta Nacional del Sol junto a Kapanga, Huaykil y otros más. Previo al recital, el micro que transportaba a la banda sufrió un sobrecalentamiento en el motor, y casi volcaron. Pero eso no impidió a la banda que se realizara el recital. El recital tuvo lugar en el estadio Parque de Mayo de San Juan. El 25 de febrero, a 12 años de la muerte de Pappo, la banda regresó a Córdoba para participar de la decimoséptima edición del popular festival Cosquín Rock en Santa María de Punilla  junto a Los Gardelitos, Horcas, Malón y otras bandas y solistas más. Esta fue la séptima vez que la banda participó de ese festival, sumada a las visitas anteriores. En las primeras ediciones de este festival, salvo en las de 2005, 2006 y 2010, Ciro participó con Los Piojos. En esta última no participó ya que la banda recién empezaba y estaban grabando su primer disco de estudio. En el nuevo show, la banda contó con el también armonicista Omar Coleman, de nacionalidad estadounidense, con quien interpretaron la canción Atún, segunda pieza de este último álbum, decimoquinta de ese show. Otro invitado de lujo fue Juanse, con quien tocaron la canción Genius, del cuarto álbum de Los Piojos que se titula Azul (1998). El 8 de marzo sale «Juira!», el tercer videoclip de este disco. Cuenta con la participación de la actriz Griselda Siciliani, exesposa del actor estadounidense nacionalizado argentino Adrián Suar. En el video, ellos se encargan de un hotel para enamorados. El 14 de abril participaron del regreso del mítico festival La Falda Rock desarrollado en el Anfiteatro Municipal Carlos Gardel de La Falda junto a Cielo Razzo y Los Pérez García. El 26 de abril, la banda toca por primera vez en su historia en el Microestadio Malvinas Argentinas donde lo hizo No Te Va Gustar y La Vela Puerca. El concierto se realizó a beneficio de los inundados de Comodoro Rivadavia. Allí contaron con la participación especial de Abel Pintos en el tema La rosa, Piti Fernández de Las Pastillas del Abuelo en Luz, con Juanchi Baleirón en Atún, con Juanse en Genius y Tan solo (volvió en 2018 para participar en el tema Simple, de la segunda parte del álbum doble), El Mono de Kapanga y Miguel de Ípola en Chucu-chu, su amigo Miguel Ángel "Micky" Rodríguez en algunos temas del show. En el concierto, además, interpretaron el conocido tema El mono relojero, del primer álbum de Kapanga, titulado A 15 cm de la realidad y lanzado en 1998. Además, vuelve a sonar la canción Manise, aquella que no se interpretaba desde el 30 de mayo de 2009, cuando Los Piojos dijeron adiós en su último concierto, que tuvo lugar en el estadio de River, ante más de 65.000 personas y bajo una intensa lluvia. El 6 de mayo, la banda regresó a Rosario, esta vez presentando los temas del nuevo disco. El concierto se dio en el Salón Metropolitano donde toco No Te Va Gustar y La Vela Puerca. Justo ese día tocó Rata Blanca en el Teatro Colonial y La Renga en Jesús María. El 18 de mayo, la banda dio un concierto en el Club Estudiantes de Santa Rosa donde lo hizo La Vela Puerca el 19 de marzo de 2006. Anteriormente Ciro lo había hecho con Los Piojos en el Club Belgrano el 19 de agosto de 2002. El 20 de mayo, la banda regresó a Maipú. El concierto se desarrolló en el Arena Maipú, donde tocaron por primera vez el 8 de diciembre de 2012 en la presentación de su segundo disco. El 6 de junio, este nuevo disco fue nominado a las ternas Mejor Álbum Artista Masculino de Rock y Álbum del Año, siendo superado por Encuentro supremo de David Lebón y 11 de Abel Pintos. El 22 de junio sale un tema nuevo, que forma parte de la segunda parte de este disco. Este se titula «Toaster (Give me back my)», cuya letra de esta canción está basada en el robo de la tostadora de Andrés Ciro Martínez. Sobre el final, la canción contiene una cita del Martín Fierro. El 7 de julio, la banda regresó a la tierra roja. El concierto tuvo lugar en el Club Tokio de Posadas. En realidad, el concierto se iba a realizar el 8 de junio en el Anfiteatro Manuel Antonio Ramírez, pero se suspendió debido a la realización de dos partidos del Club Regatas. El 9 de julio la banda realiza un concierto en el Club San Martín de Corrientes. El concierto se pospuso dos veces. Primero estaba pautado para el 10 de junio en el Club Regatas, pero se pasó para el 9 de julio en ese escenario debido a que se estaba jugando un partido de ese club. Después se corrió al Club San Martín porque el Regatas se consagró finalista de la Liga Nacional de Básquet. El 17 de agosto, la banda festeja los 30 años de la Radio La 100 con un concierto que se desarrolló en La Trastienda Club de Buenos Aires. El 22 de agosto sale el cuarto videoclip de este disco, que se titula al igual que la nueva canción. En él participan Horacio Pagani y el exfutbolista Javier Zanetti. El 9 de septiembre tocaron en el Estadio Ángel Malvicino de Santa Fe. El 20 de septiembre, la banda dio un concierto en el Gimnasio Don Bosco de Río Grande (Tierra del Fuego). El 23 de septiembre, la banda participa en la Fiesta Nacional de la Cereza en Los Antiguos, que se desarrolló en el predio que lleva el nombre de la fiesta homónima. Entre el 11 y 13 de octubre, la banda realizó otros tres shows en el Luna Park de Buenos Aires, en donde contaron con invitados como Juanchi Baleirón y el entrenador de la Selección de fútbol de Argentina Jorge Sampaoli. El 4 de noviembre, la banda toca en Bolivia por primera vez para participar de una nueva edición extranjera del Cosquín Rock 2017 en Santa Cruz de la Sierra  junto a bandas locales e internacionales. El 11 de noviembre volvieron a tocar en Uruguay. El concierto se desarrolló en el Centro de Espectáculos Landia en Ciudad de la Costa donde lo hizo No Te Va Gustar el 5 de agosto de 2017. El 16 de noviembre, la banda toca en el estadio Delmi de Salta. Su último show en esa provincia fue en junio de 2014 en el marco del 27/Qué placer Tour. El 18 de noviembre vuelven nuevamente a San Miguel de Tucumán . Tocaron otra vez en el estadio Central Córdoba. El 1 de diciembre se presentaron en la Plaza de la Música de Córdoba. El concierto se iba a hacer en realidad el 27 de octubre, pero se suspendió por una lesión lumbar que sufrió Andrés Ciro Martínez. El 16 y 17 de diciembre, la banda despide el año con dos shows en el estadio Luna Park de Buenos Aires. En su carrera ya llevan 30 shows en ese estadio, entre 2010 y 2017, a excepción del año 2009 cuando recién empezaba la banda. Los dos últimos shows de este año completaron la serie de 5 funciones realizadas en Buenos Aires, siendo esta superada por los seis shows que dio La Renga en el estadio de Huracán. En ese show se estrenó el tema «Plan».

### 2018

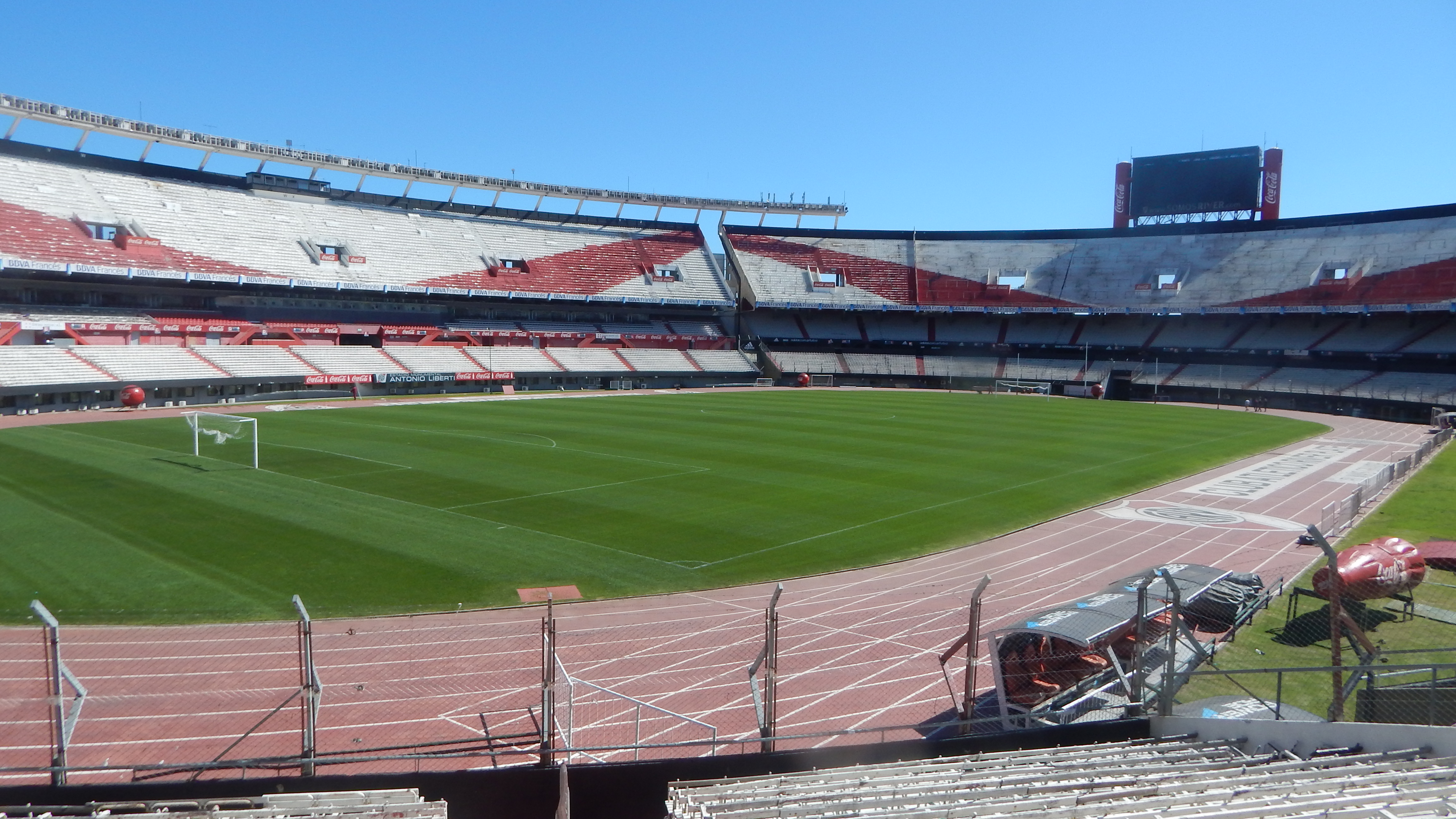
Estadio Antonio Vespucio Liberti, lugar de la presentación oficial del disco Naranja persa 2 el 15 de diciembre de 2018, ante más de 55.000 personas

Comienzan un nuevo año tocando el 27 de enero en el Estadio Polideportivo Islas Malvinas de Mar del Plata, a 17 años de la presentación de Los Piojos en ese mismo lugar, que se desarrolló el 27 de enero, pero de 2001. Es así que se abrió la tercera parte de esta gira. En ese concierto tuvieron de invitado a Emiliano Brancciari de No Te Va Gustar. El 10 de febrero, la banda participa en una nueva edición del popular festival Cosquín Rock en Santa María de Punilla junto a bandas locales e internacionales. El 12 de febrero, la banda regresó a   San Salvador de Jujuy para tocar en el Predio Ciudad Cultural junto a Los Tekis y Bersuit Vergarabat. El 13 de marzo, la banda lanza otro tema de la segunda parte de este disco, que se titula Prometeo, en homenaje al Titán amigo de los mortales, honrado por robar el fuego de los dioses en el tallo de una cañaheja, dárselo a los hombres para su uso y posteriormente ser castigado. Dos días después, es decir el 15 de marzo, sale oficialmente el nuevo tema, que habla del ser mitológico antes nombrado. El 14 de abril, la banda lanza la segunda parte de este disco. Consta de 12 temas, de los cuales se desprenden Prometeo y Toaster (Give me back my). Además, contiene el tema estrenado el 16 de diciembre de 2017 durante el anteúltimo concierto en Buenos Aires. El tema se titula Plan. Los invitados de la segunda parte de este disco son Julieta Rada en Por cel y Juanse de Ratones Paranoicos en Simple. Contiene, además, la versión nueva de un tema que se filtró mientras se estaba grabando el segundo disco de la banda. El tema, en su nueva versión, se titula Dice. Una semana después, es decir el 21 de abril, la banda volvió a Rosario para presentar la segunda parte de este disco. El recital se desarrolló en el Hipódromo del Parque Independencia junto a INERCIA esta última banda teloneo a La Vela Puerca también en Rosario pero en el teatro vorterix el 5 de diciembre de 2019. El 19 de mayo, la banda volvió a Bahía Blanca para participar en el Movistar Fri Music junto a La Que Faltaba. El recital tuvo lugar en el Parque Boronat. El 7 y 9 de junio, la banda hizo lo que casi todas las bandas de rock nacional e internacional hicieron en su historia. Tocaron por primera vez en México, con dos shows en la Carpa Astros en Ciudad de México y en la Calle 2 en Guadalajara (México). El segundo show de la banda en México se desarrolló en el marco del Cosquín Rock México 2018. Tocaron junto a bandas locales e internacionales. El 18 de junio sale otro nuevo videoclip, cuyo tema es Prometeo, que abre la segunda mitad de este disco. El 16 de agosto, y tras un buen tiempo sin tocar, la banda regresa a la Argentina para dar inicio a una nueva etapa en esta gira, presentando así los temas de la segunda parte de este tercer disco. El concierto de regreso se desarrolló en el Club Estudiantes de Santa Rosa. El 18 de agosto, la banda regresó a Neuquén para tocar en el Gimnasio del Parque Central. En realidad el show se iba a realizar en el estadio Ruca Che, pero por cuestiones diversas, el recital se tuvo que trasladar. El 21 de agosto, la banda llega por primera vez a Viedma, en un concierto que tuvo lugar en la Sala Libertador. Antes iban a tocar en Bahía Blanca, pero sin embargo, la banda tuvo que anunciar la cancelación del concierto. El 23 de agosto, la banda regresó a Trelew para ofrecer un recital en el estadio de Racing Club. El 25 de agosto, y después de casi dos años, la banda regresó a Comodoro Rivadavia, tocando así en el Estadio Socios Fundadores. La última visita había sido el 18 de octubre de 2016 en el marco de la gira de presentaciones de este tercer disco. El 7 de septiembre, la banda vuelve a tocar nuevamente en la Plaza de la Música en Córdoba. 9 días después volvieron a Corrientes para participar en la nueva edición del Taragüí Rock, con fecha del 16 de septiembre. El 29 de septiembre, la banda toca en Island Corp de Santa Fe. En realidad se iba a hacer en la Estación Belgrano, pero el concierto se tuvo que trasladar. El 7 de octubre, la banda regresó otra vez a Santiago para participar del Cosquín Rock 2018 en su versión trasandina. El 18 de octubre debutaron por primera vez en el M&M Multiespacio de La Rioja. El 20 de octubre volvieron a San Miguel de Tucumán para presentarse en el Estadio Central Córdoba. El 22 de octubre sale el nuevo videoclip de la banda, que se llama Dice. El 3 de noviembre, la banda regresó nuevamente al Arena Maipú de Maipú. El 10 de noviembre realizaron un show en la Expo Patagonia Minera 2018 en Puerto San Julian. El 17 de noviembre, la banda regresó a Uruguay para participar en el Montevideo Rock 2018 junto a Fito Páez y El Cuarteto de Nos. El recital se desarrolló en Rural del Prado de Montevideo. El 24 de noviembre, la banda regresa a Paraguay tras 4 años. No tocaban allí desde su gira antecesora. Este regreso tuvo lugar en el Espacio Idesa de Asunción, y formó parte de la edición paraguaya del Cosquín Rock junto con La Vela Puerca, Las Pelotas, Guasones y Skay Beilinson, entre otros. Dos días después, la banda graba en El Chocón el video de Dale Darling, junto a varios invitados, entre los que se destaca el actor Rodrigo Noya. El 15 de diciembre, la banda hizo lo que muchos artistas nacionales han logrado en la historia del rock argentino. Tocaron ante más de 50.000 personas en el estadio de River, siendo este un hecho histórico en la música nacional. El concierto consistió en la presentación de la segunda parte de este disco. Esta es la décima vez que Andrés Ciro Martínez se presenta en este escenario, ya que anteriormente lo hizo con Los Piojos en las siguientes oportunidades: 2003 (20 de diciembre), 2006 (21 y 23 de febrero, teloneando a The Rolling Stones en su tercera visita a Buenos Aires), 2007 (14 de abril, participación en el Quilmes Rock), 2008 (5 de abril, participación en el Quilmes Rock) y 2009 (4 de abril y 30 de mayo). El primero consistió en la última presentación de Los Piojos en el Quilmes Rock, y la segunda vez consistió en la separación de la banda. También lo había hecho con Ciro y los Persas, pero fue telonero de Paul McCartney. Este nuevo show, realizado ante una multitud enfervorizada, se realizó de manera propia. Los encargados de abrir el concierto en River fueron La Que Faltaba, La Chilinga y Miguel de Ipola. En el escenario contaron con el tecladista antes mencionado, Miguel Ángel "Micky" Rodríguez y Daniel Buira, ambos exintegrantes de la legendaria banda Los Piojos, que como dijimos antes, se habían separado hace casi diez años. Anteriormente pasaron por este escenario La Beriso (2016), Serú Girán (1992), La Renga (2002 y 2004), Soda Stereo (1997 y 2007), Abel Pintos (2017), Los Piojos (2003, 2006, 2007, 2008 y 2009), No Te Va Gustar (2008), La Vela Puerca (2008) y Los Redondos (2000). Se cierra así la tercera y última parte de la gira.

## Setlist
Representa el concierto del 19 de noviembre de 2016 en el estadio de Vélez
1. "Similar"
2. "Banda de garage"
3. "Pistolas"
4. "Barón Rojo"
5. "Canción de cuna"
6. "Hoy te vas"
7. "Labios de seda
8. "Luz"
9. "Ruleta"
10. "Tan solo"
11. "Caminando"
12. "Suite"
13. "Amor prohibido"
14. "Cruel"
15. "Blues de la ventana"
16. "Antes y después"
17. "Genius"
18. "Servidor"
19. "La rosa"
20. "Ciudad animal"
21. "Juira!"
22. "Taxi boy"
23. "Me gusta"
24. "Como Alí"
25. "Atún"
26. "Pacífico"
27. "Insisto"
28. "El farolito"/"El balneario de los doctores crotos"/"Muévelo"
29. "Astros"
30. "Noche de hoy"
31. "Himno Nacional Argentino"

## Conciertos
| Fecha                    | Ciudad                  | País      | Recinto                                    | Asistencia |
| ------------------------ | ----------------------- | --------- | ------------------------------------------ | ---------- |
| América del Sur          |                         |           |                                            |            |
| 21 de septiembre de 2016 | General Alvear          | Argentina | Estadio Andes Football Club (*)            | 10,000     |
| 23 de septiembre de 2016 | San Salvador de Jujuy   | Argentina | Estadio 23 de Agosto (*)                   |            |
| 6 de octubre de 2016     | Buenos Aires            | Argentina | Florida y Diagonal Norte (**)              |            |
| 14 de octubre de 2016    | Tandil                  | Argentina | Anfiteatro Martin Fierro de Tandil         | 5,000      |
| 16 de octubre de 2016    | Puerto Madryn           | Argentina | Nuevo Palacio Aurinegro                    | 2,000      |
| 18 de octubre de 2016    | Comodoro Rivadavia      | Argentina | Predio Ferial                              | 8,000      |
| 22 de octubre de 2016    | Neuquén                 | Argentina | Estadio Ruca Che                           | 6,000      |
| 24 de octubre de 2016    | Bahía Blanca            | Argentina | Club Estudiantes                           |            |
| 5 de noviembre de 2016   | Córdoba                 | Argentina | Orfeo Superdomo                            |            |
| 19 de noviembre de 2016  | Buenos Aires            | Argentina | Estadio Vélez Sarsfield                    | 42,000     |
| 14 de diciembre de 2016  | Buenos Aires            | Argentina | Teatro Vorterix (**)                       | 1,500      |
| 17 de diciembre de 2016  | Buenos Aires            | Argentina | Estadio Luna Park                          | 8,500      |
| 18 de diciembre de 2016  | Buenos Aires            | Argentina | Estadio Luna Park                          | 8,500      |
| 20 de enero de 2017      | Mar del Plata           | Argentina | Patinódromo Municipal                      |            |
| 3 de febrero de 2017     | General Roca            | Argentina | Predio de la Fiesta Nacional de la Manzana | 100,000    |
| 23 de febrero de 2017    | San Juan                | Argentina | Parque de Mayo (San Juan)                  |            |
| 25 de febrero de 2017    | Santa Maria de Punilla  | Argentina | Aeródromo Santa María de Punilla           | 20,000     |
| 14 de abril de 2017      | La Falda                | Argentina | Anfiteatro Carlos Gardel                   | 2,000      |
| 26 de abril de 2017      | Buenos Aires            | Argentina | Microestadio Malvinas Argentinas           |            |
| 6 de mayo de 2017        | Rosario                 | Argentina | Salón Metropolitano                        | 6,000      |
| 18 de mayo de 2017       | Santa Rosa              | Argentina | Club Estudiantes                           |            |
| 20 de mayo de 2017       | Maipú                   | Argentina | Arena Maipú                                | 4,000      |
| 7 de julio de 2017       | Posadas                 | Argentina | Club Tokio                                 |            |
| 9 de julio de 2017       | Corrientes              | Argentina | Club San Martín                            |            |
| 17 de agosto de 2017     | Buenos Aires            | Argentina | La Trastienda Club                         | 700        |
| 9 de septiembre de 2017  | Santa Fe                | Argentina | Estadio Ángel P. Malvicino                 | 7,000      |
| 20 de septiembre de 2017 | Río Grande              | Argentina | Gimnasio Don Bosco                         |            |
| 23 de septiembre de 2017 | Los Antiguos            | Argentina | Predio de la Fiesta Nacional de la Cereza  |            |
| 11 de octubre de 2017    | Buenos Aires            | Argentina | Estadio Luna Park                          | 8,500      |
| 12 de octubre de 2017    | Buenos Aires            | Argentina | Estadio Luna Park                          | 8,500      |
| 13 de octubre de 2017    | Buenos Aires            | Argentina | Estadio Luna Park                          | 8,500      |
| 4 de noviembre de 2017   | Santa Cruz de la Sierra | Bolivia   | Ventura Sur                                | 15,000     |
| 11 de noviembre de 2017  | Ciudad de la Costa      | Uruguay   | Centro de Espectáculos Landia              | 7,000      |
| 16 de noviembre de 2017  | Salta                   | Argentina | Microestadio Delmi                         |            |
| 18 de noviembre de 2017  | San Miguel de Tucumán   | Argentina | Club Central Córdoba                       |            |
| 1 de diciembre de 2017   | Córdoba                 | Argentina | Plaza de la Música                         | 7,000      |
| 16 de diciembre de 2017  | Buenos Aires            | Argentina | Estadio Luna Park                          | 8,500      |
| 17 de diciembre de 2017  | Buenos Aires            | Argentina | Estadio Luna Park                          | 8,500      |
| 27 de enero de 2018      | Mar del Plata           | Argentina | Estadio Polideportivo Islas Malvinas       | 8,000      |
| 10 de febrero de 2018    | Santa Maria de Punilla  | Argentina | Aeródromo Santa María de Punilla           | 40,000     |
| 12 de febrero de 2018    | San Salvador de Jujuy   | Argentina | Predio Ciudad Cultural                     | 12,000     |
| 21 de abril de 2018      | Rosario                 | Argentina | Hipódromo del Parque Independencia         |            |
| 19 de mayo de 2018       | Bahía Blanca            | Argentina | Parque Boronat                             | 30,000     |
| América del Norte        |                         |           |                                            |            |
| 7 de junio de 2018       | Ciudad de México        | México    | Carpa Astros                               | 3,200      |
| 9 de junio de 2018       | Guadalajara             | México    | Calle 2                                    | 15,000     |
| América del Sur          |                         |           |                                            |            |
| 16 de agosto de 2018     | Santa Rosa              | Argentina | Club Estudiantes                           |            |
| 18 de agosto de 2018     | Neuquén                 | Argentina | Gimnasio del Parque Central                |            |
| 21 de agosto de 2018     | Viedma                  | Argentina | Sala Libertador                            |            |
| 23 de agosto de 2018     | Trelew                  | Argentina | Estadio Cayetano Castro                    |            |
| 25 de agosto de 2018     | Comodoro Rivadavia      | Argentina | Estadio Socios Fundadores                  | 4,000      |
| 7 de septiembre de 2018  | Córdoba                 | Argentina | Plaza de la Música                         | 7,000      |
| 16 de septiembre de 2018 | Corrientes              | Argentina | Anfiteatro Mario del Tránsito Cocomarola   | 7,500      |
| 29 de septiembre de 2018 | Santa Fe                | Argentina | Island Corp                                | 2,000      |
| 7 de octubre de 2018     | Santiago de Chile       | Chile     | Movistar Arena                             | 15,000     |
| 18 de octubre de 2018    | La Rioja                | Argentina | M&M Multiespacio                           |            |
| 20 de octubre de 2018    | San Miguel de Tucumán   | Argentina | Estadio Central Córdoba                    |            |
| 3 de noviembre de 2018   | Mendoza                 | Argentina | Arena Maipú                                | 4,000      |
| 10 de noviembre de 2018  | Puerto San Julián       | Argentina | Expo Patagonia Minera                      | 2,000      |
| 17 de noviembre de 2018  | Montevideo              | Uruguay   | Rural del Prado                            |            |
| 24 de noviembre de 2018  | Asunción                | Paraguay  | Espacio Idesa                              | 15,000     |
| 15 de diciembre de 2018  | Buenos Aires            | Argentina | Estadio River Plate                        | 55,000     |

## Conciertos suspendidos y/o reprogramados
| Fecha                   | Ciudad, País                           | Lugar                                | Motivo |
| ----------------------- | -------------------------------------- | ------------------------------------ | --- |
| 21 de enero de 2017     | Mar del Plata, Buenos Aires, Argentina | Estadio Polideportivo Islas Malvinas | El concierto tuvo que sufrir un cambio de fecha y lugar, debido a que el 21 de enero se jugó el partido entre Boca Juniors y Estudiantes de La Plata, y el Polideportivo estaba habilitado para jugarse un partido de la Liga Nacional de Básquet. Se realizó finalmente el 20 de enero en el Patinódromo. Tocaron en el Polideportivo el 27 de enero de 2018. |
| 8 de junio de 2017      | Posadas, Argentina                     | Anfiteatro Manuel Antonio Ramírez    | El concierto se postergó por la programación de un partido de básquet. Se pasó para el 7 de julio en el Club Tokio. |
| 10 de junio de 2017     | Corrientes, Argentina                  | Club Regatas                         | El concierto se postergó también por este suceso. Se pasó para el 9 de julio. |
| 7 de septiembre de 2017 | Santa Fe, Argentina                    | Anfiteatro Parque Sur                | El concierto debió ser reprogramado y tuvo que sufrir un cambio de escenario. Se pasó al 9 de septiembre en el Estadio Ángel Malvicino |
| 27 de octubre de 2017   | Córdoba, Argentina                     | Plaza de la Música                   | El concierto se Reprogramo por una lesión lumbar de Andrés Ciro Martínez. Se pasó para el 1 de diciembre. Por lo tanto, y pese a eso, la banda tocó por primera vez en Bolivia el 4 de noviembre. |
| 20 de agosto de 2018    | Bahía Blanca, Buenos Aires, Argentina  | Club Estudiantes                     | El concierto se suspendió por razones ajenas a la banda. Tocaron el 25 de agosto de 2022 en su Tour Argentina y el Mundo 2020: 10 Años de Espejos. |

## Formación durante la gira
- Andrés Ciro Martínez - Voz y guitarras (2009 - Actualidad)
- Juan Manuel Gigena Ábalos - Guitarra eléctrica (2009 - Actualidad)
- Julián Isod - Batería (2009 - Actualidad)
- Rodrigo Pérez - Guitarra rítmica (2011 - Actualidad)
- João Marcos César Bastos - Bajo (2009 - Actualidad)
- Nicolás Raffetta - Teclados (2012 - 2020)